# Màrcia (amistançada de Còmmode)
Màrcia (en llatí Marcia) va ser una dama romana del segle ii. Formava part de la gens Màrcia, una antiga gens romana d'origen patrici.
Va ser l'amant de Quadrat, i quan aquest va ser mort per ordre de l'emperador Còmmode, es va convertir en l'amistançada del mateix emperador. Còmmode va adoptar el títol d’Amazonius en honor seu. Màrcia va ser una activa conspiradora contra el seu amant. Després va ser la dona d'Eclecte, el seu camarlenc i també un conspirador, fins que va ser executada finalment per Didi Julià junt amb Quint Emili Let. Xifilí diu que Màrcia simpatitzava amb de la religió cristiana.